# Manyarejo (Plupuh)
Manyarejo is een bestuurslaag in het regentschap Sragen van de provincie Midden-Java, Indonesië. Manyarejo telt 1774 inwoners (volkstelling 2010).